# کاستلاتو
کاستلاتو (به ایتالیایی: Castellalto) یک کومونه در ایتالیا است که در استان تیرامو واقع شده‌است.

## خصوصیات
کاستلاتو ۳۳ کیلومترمربع مساحت و ۷٬۲۳۱ نفر جمعیت دارد و ۴۹۲ متر بالاتر از سطح دریا واقع شده‌است.

## خواهرخوانده
شهر San Esteban خواهرخواندهٔ کاستلاتو هست.